# USF1
USF1 (ou US F1 Team, USGPE selon les sources) est une écurie de Formule 1 américaine, fondée en février 2009 pour débuter en championnat du monde en 2010, mais qui a renoncé à son engagement.

## Historique

### Création de l'écurie

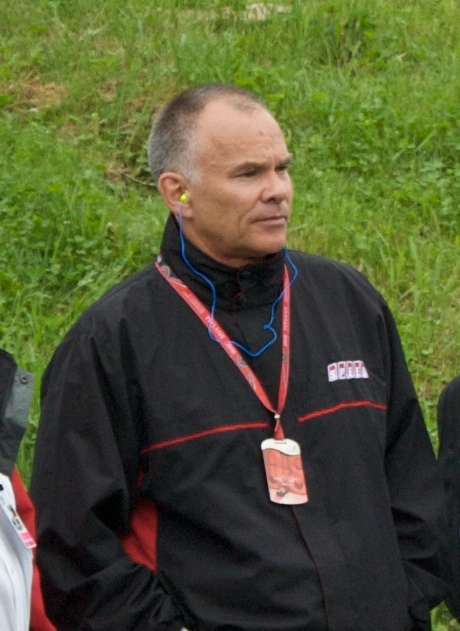
Peter Windsor au Grand Prix du Japon 2008.

Le projet naît en 2006 de la volonté de l'ingénieur américain Ken Anderson (ancien directeur technique de Ligier et de Onyx à la fin des années 1980) et du journaliste anglais Peter Windsor (rédacteur en chef de F1 Racing, consultant pour Speed TV et ancien directeur sportif de l'écurie Williams). Au cours de l'été 2008, le projet d'une écurie américaine montée par Anderson en association avec Honda est révélé par les médias spécialisés mais le retrait de Honda de la Formule 1 met fin à cette possibilité. 
Le projet refait néanmoins surface au début du mois de février 2009 et l'écurie est officiellement lancée le 24 février 2009 sous le nom USF1, à l'occasion d'une conférence de presse organisée par la chaîne de télévision américaine Speed.
Anderson et Windsor confirment les grandes lignes de leur projet : une écurie basée à Charlotte en Caroline du Nord et deux pilotes américains. Le nom de la médiatique Danica Patrick est évoqué par Ken Anderson mais celle-ci dément avoir été contactée. 
De nombreuses zones floues entourent USF1 : aucun financement annoncé lors de la conférence de presse, des délais très courts pour être présent en 2010, pas d'usine. Néanmoins, le 24 juin 2009, la FIA inclut officiellement l'équipe dans la liste des engagés pour la saison 2010.
La monoplace doit être motorisée par Cosworth et sponsorisée par YouTube, dont le PDG dont Chad Hurley, est actionnaire majoritaire de l'équipe. Après deux mois d'attente, US F1 officialise le pilote argentin José María López le 25 janvier 2010 après que celui-ci a réuni le budget nécessaire. 
Toutefois, l'avenir de l'équipe soulève de nombreux doutes, confirmés par la demande officielle de dérogation pour ne commencer sa saison qu'à Barcelone, soit au cinquième Grand Prix du championnat.

### Liquidation de l'écurie
À la suite des difficultés rencontrées et de l'avis négatif formulé par Charlie Whiting, délégué technique de la FIA, USF1 renonce à son inscription pour la saison 2010 et demande un report d'un an de son inscription ; en contrepartie USF1 souhaite verser un chèque de caution d'environ 1 million d'euros.
Le 2 mars 2010, l'écurie ferme son usine et demande à son personnel de ne plus venir travailler. 
En juin 2010, l'écurie voit ses biens mis aux enchères. 427 lots sont proposés : corbeilles, ordinateurs, aspirateur, barbecue, roue, une bouteille de champagne mais aussi des outils, les fours autoclaves servant à confectionner les pièces en carbone et la première maquette de la coque du châssis de USF1, non complète, qui a trouvé preneur pour la somme de 6 500 euros. La vente a permis de rassembler 1,4 million de dollars (1,13 million d'euros), permettant de payer une faible partie des créanciers (le montant total des créances étant d'une vingtaine de millions).